# Nguyễn Gia Thị Anh
Nguyễn Thị Anh (chữ Hán: 阮氏媖; 1879 – ?), phong hiệu Hoàng quý phi (皇貴妃), là một cung phi của vua Thành Thái nhà Nguyễn trong lịch sử Việt Nam. Vua Duy Tân lên ngôi tôn bà làm Hoàng đích mẫu (皇嫡母).

## Thân thế
Hoàng quý phi Nguyễn Gia Thị Anh là con gái của Vũ Hiển điện Đại học sĩ Nguyễn Thân, một trong 3 vị Phụ chính Đại thần dưới thời vua Thành Thái (hai người còn lại là Tuy Lý vương và Nguyễn Trọng Hợp). Nguyễn Thân là người theo Pháp hoàn toàn, đương thời bị nhân dân nguyền rủa vì những hành động tàn bạo của ông, sau chết vì điên loạn.
Ngoài bà Anh, ông Nguyễn Thân còn 3 người con khác cũng lần lượt kết hôn với những thành viên trong hoàng tộc, là:
- Nguyễn Hy, nhậm chức Tổng đốc tỉnh Thanh Hoá rồi Thượng thư bộ Hình, cưới một người con gái của Mỹ Lương Công chúa Nguyễn Phúc Tốn Tùy (chị vua Thành Thái) làm vợ.
- Nguyễn Kế, anh của Nguyễn Hy, lại là chồng sau của bà chúa Mỹ Lương Tốn Tùy, nhậm chức Thượng thư.
- Nguyễn Thị Đình, gả cho Tuyên Hoá vương Bửu Tán, em ruột cùng mẹ với vua Thành Thái.

## Nhập cung

### Thời Thành Thái
Năm Thành Thái thứ 5 (1893), bà Anh nhập cung sơ phong làm Tam giai Mậu tần (三階懋嬪). Theo lời của Khâm sứ Trung Kỳ Jean Charles, trong năm này còn một bà nội cung được phong Phi ở bậc Nhị giai, có thể là Khoan phi Hồ Thị Phương hoặc Tiết phi Đoàn Thị Châu.
Năm Thành Thái thứ 9 (1897), tháng giêng, Mậu tần Nguyễn Gia thị được tấn phong làm Hoàng quý phi (皇貴妃), đứng đầu những cung phi tần ngự. Từ Tam giai Tần, Nguyễn Gia thị được tấn thẳng lên Hoàng quý phi, phần nhiều có lẽ là do uy thế của cha bà khi đó.
Tháng 11 (âm lịch) cùng năm, vua Thành Thái ngự giá Nam tuần, Hoàng quý phi Nguyễn Gia thị và Huyền phi Nguyễn Hữu Thị Nga cũng được theo hầu. Trước đó vào tháng 10, vua có dụ rằng: “Ngày 6 tháng sau ngự giá Nam tuần, chuẩn cho Hoàng quý phi, Huyền phi và một Quý nhân, một Tài nhân, một thị nữ cùng các hoàng đệ Bửu Thiện, Bửu Kiêm, Bửu Lũy tùy hầu, phàm cử chỉ lời lẽ đều phải kính cẩn để xứng ý trẫm”.

### Thời Duy Tân
Năm Duy Tân thứ nhất (1907), Hoàng quý phi Nguyễn Gia thị được tôn làm Hoàng đích mẫu (皇嫡母), tục gọi là "Ngài Đích", còn mẹ đẻ của vua là bà Nguyễn Thị Định được tôn làm Hoàng sinh mẫu (皇生母), tục gọi là "Ngài Sanh". Tháng 8 (âm lịch) năm đó, vua Duy Tân cho đón cả hai bà về ở điện Dưỡng Tâm, mỗi tuần đến kính lễ hai lần vào thứ hai và thứ năm, lấy đó làm lệ thường.
Hai bà tuy sống trong cùng khu vực cung Diên Thọ nhưng ở hai điện đối diện nhau qua một sân. Bà Đích mẫu là con của Nguyễn Thân, một cộng sự thân tín của quân Pháp, nên cũng rất được Pháp tin tưởng mà lên mặt, điều này khiến cho hai bà Đích - Sanh thường xảy ra xích mích.
Tháng 9 cùng năm, chính phủ bảo hộ đưa phế đế Thành Thái vào Sài Gòn, xin bàn định cách xưng hô. Phủ Phụ chính nói rằng, Sài Gòn là nhượng địa do nước Pháp quản lý nên việc xưng hô tùy theo tục của Pháp, nếu ra Trung Bắc hai kỳ mà phải xưng hô đều tuân theo chiếu tấn tôn gọi là Hoàng phụ, Hoàng đích mẫu, Hoàng sinh mẫu, chờ về sau sẽ bàn lại mà thi hành.
Tháng 12, vua Duy Tân cho đón hai bà hoàng mẫu về ở cung Ninh Thọ, vốn trước đây là cung thờ thần chủ của Từ Minh Huệ Hoàng hậu, mẹ vua Thành Thái. Trước đó, tháng 11 làm lễ tiểu tường (giỗ đầu) xong, vua cho đưa thần chủ của bà nội vào phụng thờ ở gian phải điện Long Ân (thuộc Lăng Dục Đức) rồi mới đón cả hai bà về ở. Sau ngày vua Duy Tân bị đưa đi an trí ở Réunion, danh hiệu Hoàng mẫu của hai bà cũng bị bỏ đi.

### Thời Bảo Đại
Ngày 23 tháng 3 năm 1938, dưới thời vua Bảo Đại, nhân ngày lục tuần (thọ 60 tuổi) của vua Thành Thái và cũng là của Hoàng đích mẫu Nguyễn Gia thị, các công tử và công nữ đã làm lễ mừng thọ hai người ở An lăng (tức Lăng Dục Đức). Trưa đó, Hoàng đích mẫu và Hoàng sinh mẫu đều mặc lễ phục, cùng ông hoàng Hoài Ân Bửu Kiêm (em vua Thành Thái) và các công tử công nữ bái lễ trước bức ngự dung của Thành Thái, rồi mọi người quay sang lễ mừng Hoàng đích mẫu. Vua Bảo Đại và các bà Thái hậu (chỉ các bà Khôn Nguyên, Khôn Nghi và Đoan Huy) cũng ban phẩm vật chúc mừng bà.
Hoàng quý phi Nguyễn Gia Thị Anh được táng trong khuôn viên lăng Dục Đức, cùng với Hoàng sinh mẫu Nguyễn Thị Định và Khoan phi Hồ Thị Phương.